# Rhizogonium bifarium
Rhizogonium bifarium là một loài rêu trong họ Rhizogoniaceae. Loài này được (Hook.) Schimp. mô tả khoa học đầu tiên năm 1827.